# Echinothamnion
Echinothamnion, rod crvenih algi smješten u tribus Polysiphonieae, dio porodice Rhodomelaceae. Postoje četiri priznate vrste, sve su morske

## Vrste
1. Echinothamnion hookeri (Harvey) Kylin ex P.C.Silva
2. Echinothamnion hystrix (J.D.Hooker & Harvey) Kylin - tip
3. Echinothamnion lyallii (J.D.Hooker & Harvey) Kylin ex P.C.Silva
4. Echinothamnion mallardiae (Harvey) Kylin ex P.C.Silva